# Siklós
Siklós (Duits: Sieglos) is een kleine stad in Zuid-Hongarije behorend tot het comitaat Baranya. Het telt 8.706 inwoners (2021) en ligt aan de voet van het Villánygebergte, 6 km ten oosten van Harkány en 12 km van de grens met Kroatië. 
In Siklós staat een burcht, die tot de best bewaarde van Hongarije behoort. De eerste vermelding dateert uit 1294, maar het complex kreeg aan het begin van de 18e eeuw zijn huidige aanzien. Van een oudere fase is de gotische kapel bewaard gebleven. Tussen 1954 en 1969 en tussen 2009 en 2011 vonden er restauraties plaats. De burcht herbergt verschillende tentoonstellingen, variërend van meubels uit de 17e en 18e eeuw en oude wapens tot 20e-eeuwse kunst. 
In de buurt van de burcht bevindt zich de moskee van Malkoč-beg, een gebouw uit de Ottomaanse tijd dat in de jaren 90 van de 20e eeuw werd gereconstrueerd, een project dat in 1993 werd gehonoreerd met de Europa Nostra Conservation Award. Siklós kreeg in 1977 de status van stad. In dat jaar werd het grondgebied uitgebreid met Máriagyűd, dat bekendheid geniet als bedevaartsoord.
In de omgeving van Siklós wordt wijn verbouwd. De wijngaarden horen bij het wijngebied Villány, dat eerder Villány-Siklós heette. Siklós levert binnen dit gebied witte wijnen, afkomstig van de druivenrassen olaszrizling, gewürztraminer en ottonel muskotály.

## Verkeer
Siklós had tussen 1910 en 2007 een station aan de spoorlijn tussen Barcs en Villány, die in het laatste jaar buiten gebruik werd genomen. Hoofdweg nr. 58, die Pécs met de Kroatische grens verbindt, bevindt zich op ruim 6 km ten westen van de stad.

## Partnersteden
Siklós onderhoudt stedenbanden met Feldbach (Oostenrijk, sinds 1991), Donji Miholjac (Kroatië, 2003), Aiud (Roemenië, 2003), Moldava nad Bodvou (Slowakije,  2009) en Fornovo di Taro (Italië, 2014).